# Freshtival
Freshtival ist ein niederländisches Outdoor-Festival, das verschiedene Musikstile von Hardcore bis Latin abdeckt.
Das Festival findet seit 2009 jährlich an Pfingsten dreitägig am Het Rutbeek-See in der Nähe von Enschede statt. Es erreichte in der Vergangenheit fast 40.000 Besucher.